# Leia montanosilvatica
Leia montanosilvatica är en tvåvingeart som beskrevs av Zaitzev 1994. Leia montanosilvatica ingår i släktet Leia och familjen svampmyggor. Inga underarter finns listade i Catalogue of Life.